# Diedrich Harries
Diedrich Harries, auch Diederich Harries (* 7. Juni 1791 in Sieverstedt; † 2. Oktober 1857 in Unewatt) war ein deutscher evangelisch-lutherischer Geistlicher und Altertumsforscher.

## Leben
Diedrich Harries war ein Sohn des Pastors und Dichters Heinrich Harries und dessen Frau Christina Margaretha, geb. Valentiner. Christian August Valentiner war sein Großvater, Friedrich Valentiner sein Onkel. Die Pastoren Friedrich Wilhelm Valentiner, Friedrich Peter Valentiner und Christian August Valentiner waren seine Cousins.
Von 1810 bis 1815 studierte er Evangelische Theologie an den Universitäten Kiel und Göttingen. 1815 legte er das Amtsexamen bei der schleswigschen Regierung auf Schloss Gottorf ab.

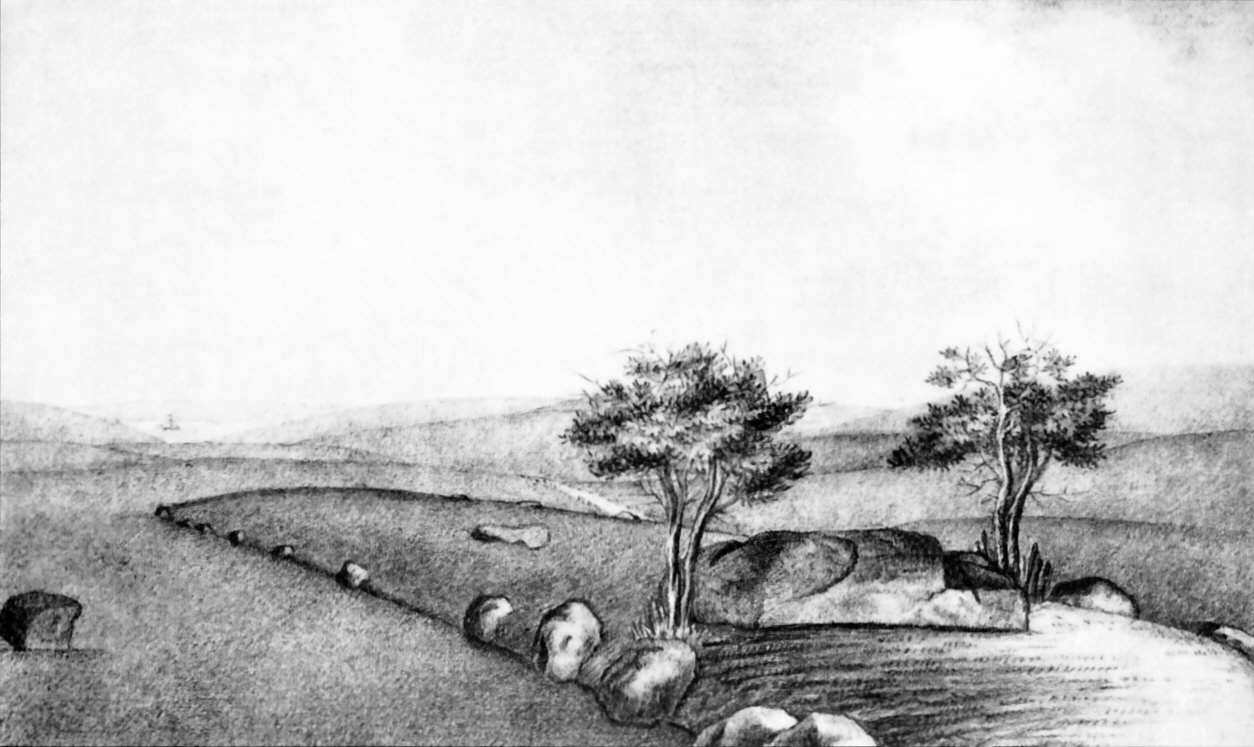
Von Harries angefertigte Zeichnung des Großsteingrabs Bockholm (ca. 1838)

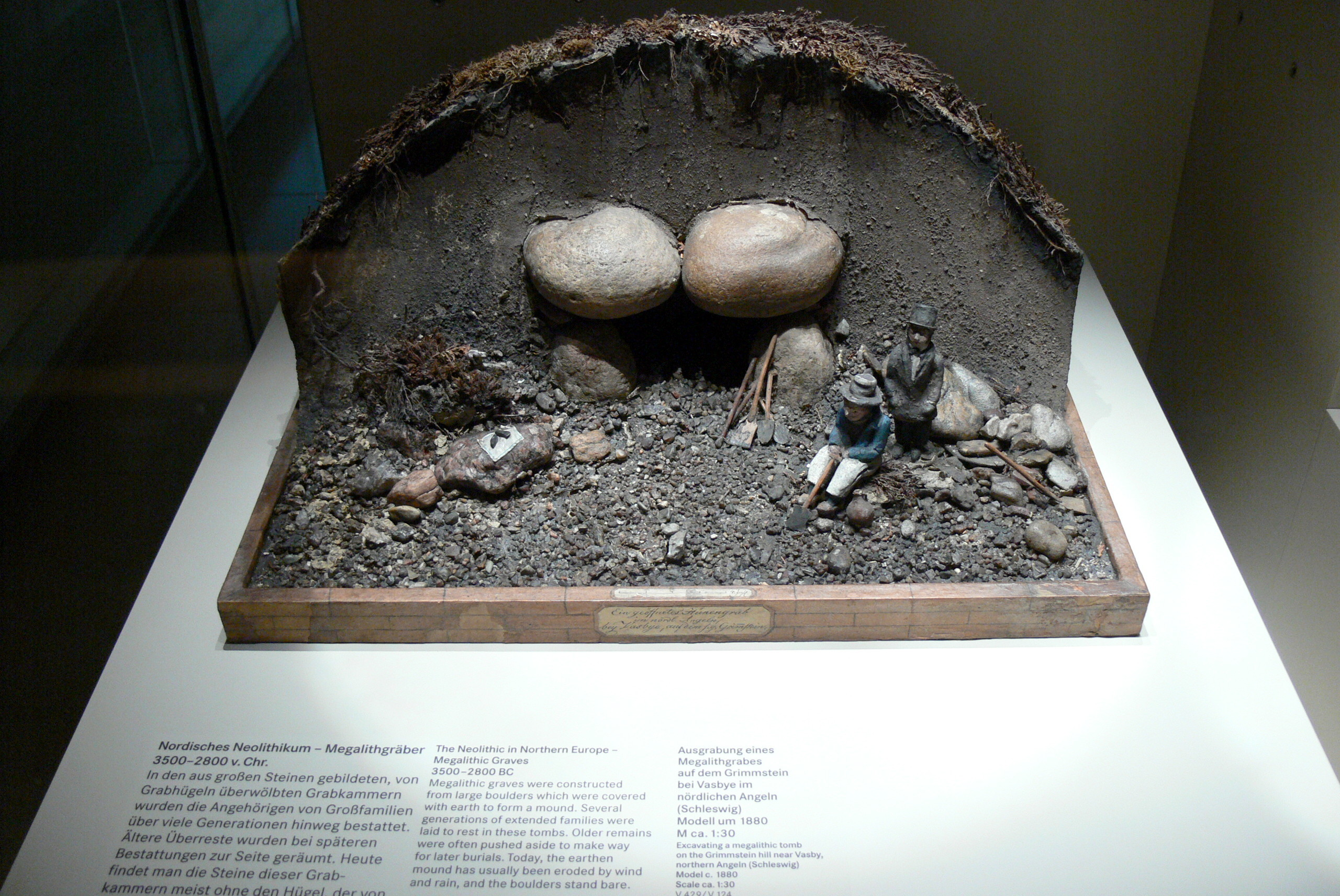
Von Harries angefertigtes Modell des Großsteingrabs Weseby

Wie damals üblich, war er zunächst als Lehrer tätig. 1824 wurde er Rektor der Stadtschule in Burg auf Fehmarn. Erst 1838 erhielt er seine erste Pfarrstelle als Diaconus (2. Pastor) der Marienkirche von Grundhof in Angeln. Seine Zeitgenossen urteilten: „Als Prediger war Harries unbegabt; doch fehlte es ihm nicht am guten Willen und Amtstreue.“ Seine Leidenschaft galt der Ur- und Frühgeschichte. Er untersuchte eine Reihe von Großsteingräbern wie das Großsteingrab Bockholm und das Hünenbett von Wulfen, von denen er Zeichnungen und zumindest ein Modell anfertigte. Dieses Modell des Großsteingrabs Weseby befindet sich heute in der Sammlung des Germanischen Nationalmuseums in Nürnberg. In seinem Studierzimmer trug er eine Privatsammlung von Alterthümern zusammen, deren Verbleib schon 1875 unbekannt war.
In der Schleswig-Holsteinischen Erhebung trat er nicht sehr hervor. Als jedoch die konservativ dominierte dänische Regierung am 24. März 1851 ein Sprachreskript erließ, wonach in den mittleren Gebieten Schleswigs wie in Angeln und der Geest, in denen sich damals ein Sprachwechsel von dänischen Dialekten (Angeldänisch) zum Deutschen vollzog, die Schulsprache Dänisch und die Kirchensprache abwechselnd Deutsch und Dänisch werden sollte, sah er sich zu dessen Einhaltung nicht in der Lage. In der Folge wurde er am 29. Juli 1851 zwangspensioniert; seine Cousins wurden entlassen und aus den Herzogtümern ausgewiesen. Als Emeritus lebte Harries auf dem zum Kirchspiel gehörenden Unewadthof (Unewatt). Als er 1857 starb, gab ihm seine ehemalige Gemeinde ein ehrenvolles Begräbnis.
Seit 1824 war er verheiratet mit Ida Wilhelmine Schmidt, der Tochter eines Kieler Buchhändlers. Sein Neffe Dietrich Harries (1835–1887) wurde 1872 Pastor an St. Jürgen in Kiel.

## Schriften
- Bemerkungen über die Alterthümer Fehmarns. In: Bericht über die Wirksamkeit des Schleswig-Holstein-Lauenburgischen Gesellschaft für die Erforschung und Erhaltung vaterländischer Alterthümer 1838